# جيا شخيدزه
جيا شخيدزه هو لاعب كرة قدم جورجي في مركز الدفاع، ولد في 27 فبراير 1970 في Lanchkhuti ‏ في جورجيا. شارك مع منتخب جورجيا لكرة القدم. أما مع النوادي، فقد لعب مع ألانيا وتوربيدو كوتيسي ونادي تشيخورا ساتشخيره ونادي دينامو باتومي ونادي دينامو تبليسي ونادي سامتريديا ونادي سيوني بولنيسي.

## وصلات خارجية
- جيا شخيدزه على موقع قاعدة بيانات كرة القدم.إي يو (الإنجليزية)
- جيا شخيدزه على موقع ناشيونال فوتبول تيمز (الإنجليزية)